# 紐西蘭安捷航空703號班機空難
新西兰安捷航空703号班机（Air New Zealand flight 703）是一班從奧克蘭飛往北帕莫斯頓的國內定期航班。1995年6月9日，飛機在惡劣天氣下進行儀表進近時，在北帕莫斯頓機場以東16公里處的塔拉魯阿山脈的丘陵地帶墜毀。造成一名空服員和三名乘客死亡，其餘17人受到不同程度的受傷。

## 飛機和機組人員

### 飛機
涉事飛機是一架機齡9年的Dash 8-100雙渦輪螺旋槳飛機，於1986年在加拿大製造完成。

### 機組人員
機組成員包括40歲的機長Garry Norman Sotheran，他的飛行時數7,765小時，其中包括有273小時駕駛Dash 8、33歲的副機長Barry Brown，他的飛行時數6,460小時，其中包括有341小時駕駛Dash 8以及一名空服人員。

## 飛行經過
紐西蘭安捷航空703號班機於當地時間6月9日08：17從奧克蘭起飛，飛往北帕莫斯頓。
在執行北帕莫斯頓機場進近程序的時候，發現右起落架未完全放下，於是機組著手解決這個問題，但不久之後，飛機重重的摔落在了北帕莫斯頓機場以東16公里處的塔拉魯阿山脈的丘陵地帶。
事故發生當下，一名空服員當場死亡，而剩下的18名乘客和2名機組成員生還。其中，在事故發生後，有乘客撥打急救電話，使得救難人員快速的確定飛機墜毀地點，讓剩下的20名生還者立刻獲救，但不幸的是，仍然有3名乘客搶救無效死亡。

## 調查
事故發生後，紐西蘭交通事故調查委員會（TAIC）介入調查。
TAIC發現，機組和副機長在做進近程序時，太過專心處理右起落架未完全放下的問題，也沒有執行複飛程序，繼續進近，以至於沒有注意進近的安全高度，導致飛機墜毀，此為本次事故的主要原因。此外，調查也指出，在此次事故中，地面迫近警告系統（GPWS）警告不及時，僅給了機組人員4.5秒的反應時間，遠低於電腦模擬的17秒的反應時間，此為本次事故的次要原因。

## 影視作品

### 空難紀錄片
- 空中浩劫21: 紐西蘭安捷航空703號班機